# Чайківські
Чайківські — український священничий рід Балигородського деканату Перемишської Єпархії УГКЦ в період з початку ХІХ до середини ХХ ст.

## Відомі представники
- о. Чайківський Михайло (1777 — 12 лютого 1860, Балигород, Ліського повіту) — прийняв сан в 1807 році, був одружений, парох греко-католицький парафії м. Балигорода мін. з 1828 по 1860 рр.
- о. Чайківський Кирило (1810 — 13 січня 1866, Райське, Ліського повіту) — ймовірно, син о. Михайла, прийняв сан в 1836 році, був одружений, парох греко-католицької парафії в с. Райське, Ліського повіту з 1836 по 1866 рр., адміністратор церкви.
- о. Чайківський Антоній (Антін) (1828 — 1889, Балигород, Ліського повіту) — ймовіно, син о. Кирила, прийняв сан в 1855 році, одружений, з 1855 по 1860 — асистент пароха, з 1860 по 1863 — адміністратор, з 1863 по 1889 — парох церкви м. Балигороді, з 1883 по 1885 — адміністратор, а з 1885 по 1889 — декан Балигородського деканату.
- о. Чайківський Володимир (1859 — 10 грудня 1926, Загочів'я, Ліського повіту) — ймовіно, син о. Антонія, прийняв сан в 1887 році, одружений, з 1887 по 1889 — парох і адміністратор церкви в с. Явірник, з 1889 по 1891 — парох і адміністратор в м. Балигород, з 1891 по 1926 — парох в с. Загочів'я, а також з 1912 по 1913 — адміністратор, а з 1913 по 1926 — декан Балигородського деканату.
- о. Чайківський Омелян Володимирович (21 жовтня 1889, Явірник — 1976, Самбір) — син о. Володимира, прийняв сан в 1915, одружений, капелян Галицького війська під час І-ї Світової війни, з 1924 по 1926 — адміністратор і парох церкви Св. Дмитра в с. Явірець (530 прихожан), останній парох парафіяльної греко-католицької церкви Покрови Пресвятої Богородиці с. Яблінки і філіальної Архангела Михаїла с. Колоничі (810 прихожан) гміни Балигород Ліського повіту. Служив з 1925 по травень 1946 рр., до насильного переселення в СРСР. Служив священником в різних парафіях на території радянської України.